# Иаков и его двенадцать сыновей

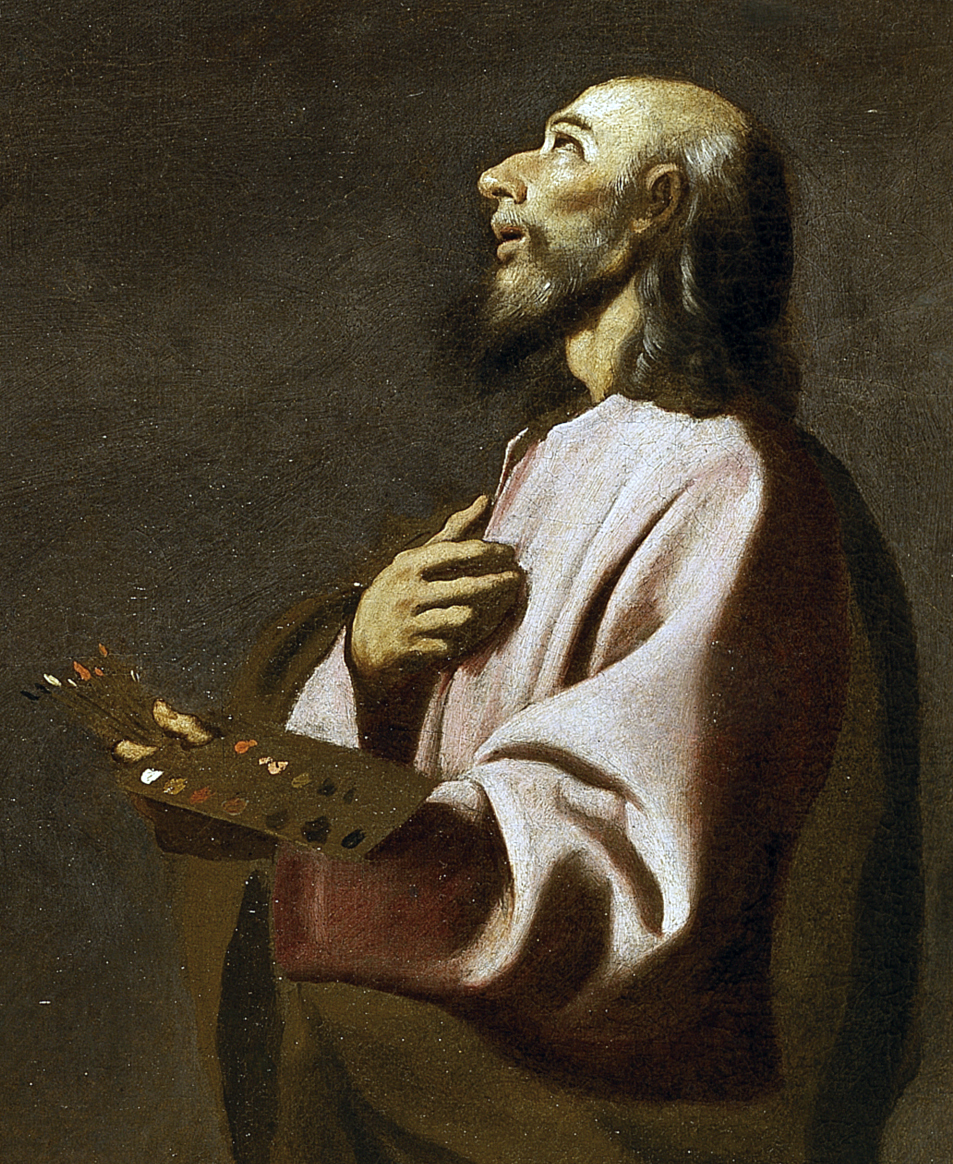
Франси́ско де Сурбара́н

Иаков и его двенадцать сыновей (исп. Los doce hijos de Jacob) — серия из тринадцати картин испанского художника Франсиско де Сурбарана. Серия портретов в натуральную величину была написана между 1641 и 1658 годами. Двенадцать из тринадцати картин находятся в Оклендском замке, епископство Окленд, Англия, и одна — в замке Гримсторп, Линкольншир.
Серия впервые отправилась в Америку в 2016 году, для выставки в Музее Медоуз в Далласе, Техас, с 17 сентября 2017 года по 7 января 2018 года, а затем в Нью-Йорке в Коллекции Фрика с 31 января по 22 апреля 2018 года.

## Картины
Изображение Иакова и его сыновей в эпических портретах необычно для той эпохи. Чаще всего художники, в том числе Рибера и Веласкес, включали этих людей в повествовательную живопись библейских эпизодов. По словам историка искусства Жаннин Батикл, серия Иакова и его сыновей сохранилась во владении ордена Терсера де Сан-Франциско в Лиме, Перу, которую она описывает как «довольно близкую копию» Оклендской серии Сурбарана. Ещё одна серия «более отдаленная и неуклюжая имитация» подражателя, находится во владении Academia de Bellas Artes в Пуэбле, Мексика.

## История
Неизвестно, как картины попали в Англию, хотя некоторые предполагают, что они могли быть захвачены английскими пиратами во время путешествия из мастерской художника в Севилье к покупателю в испанской колонии в Америке.
Эта серия впервые была зафиксирована в 1722 году в составе поместья некоего Уильяма Чепмена. Позднее он принадлежал лондонскому банкиру Джеймсу Мендесу, чьи наследники продали двенадцать из тринадцати Ричарду Тревору, епископу Дарема в 1757 году. Епископ Тревор, политический либерал и сторонник закона о натурализации евреев 1753 года, приобрел картины, а также перестроил и реконструировал длинную столовую в Оклендском дворце в качестве публичного заявления о своей поддержке прав евреев на натурализацию. Хотя законопроект был быстро отменен, картины все ещё висят в длинной столовой в Окленде.
Портрет одного из сыновей Иакова, Вениамина, был продан отдельно Перегрину Берти, 3-му герцогу Анкастерскому и Кестевенскому; он висит в замке Гримсторп, Линкольншир. Епископ Тревор поручил Артуру Понду изготовить копию картины «Вениамин». Он висит вместе с Иаковом и остальными одиннадцатью сыновьями в длинной столовой замка, которую епископ Тревор перестроил для демонстрации картин.

## Галерея

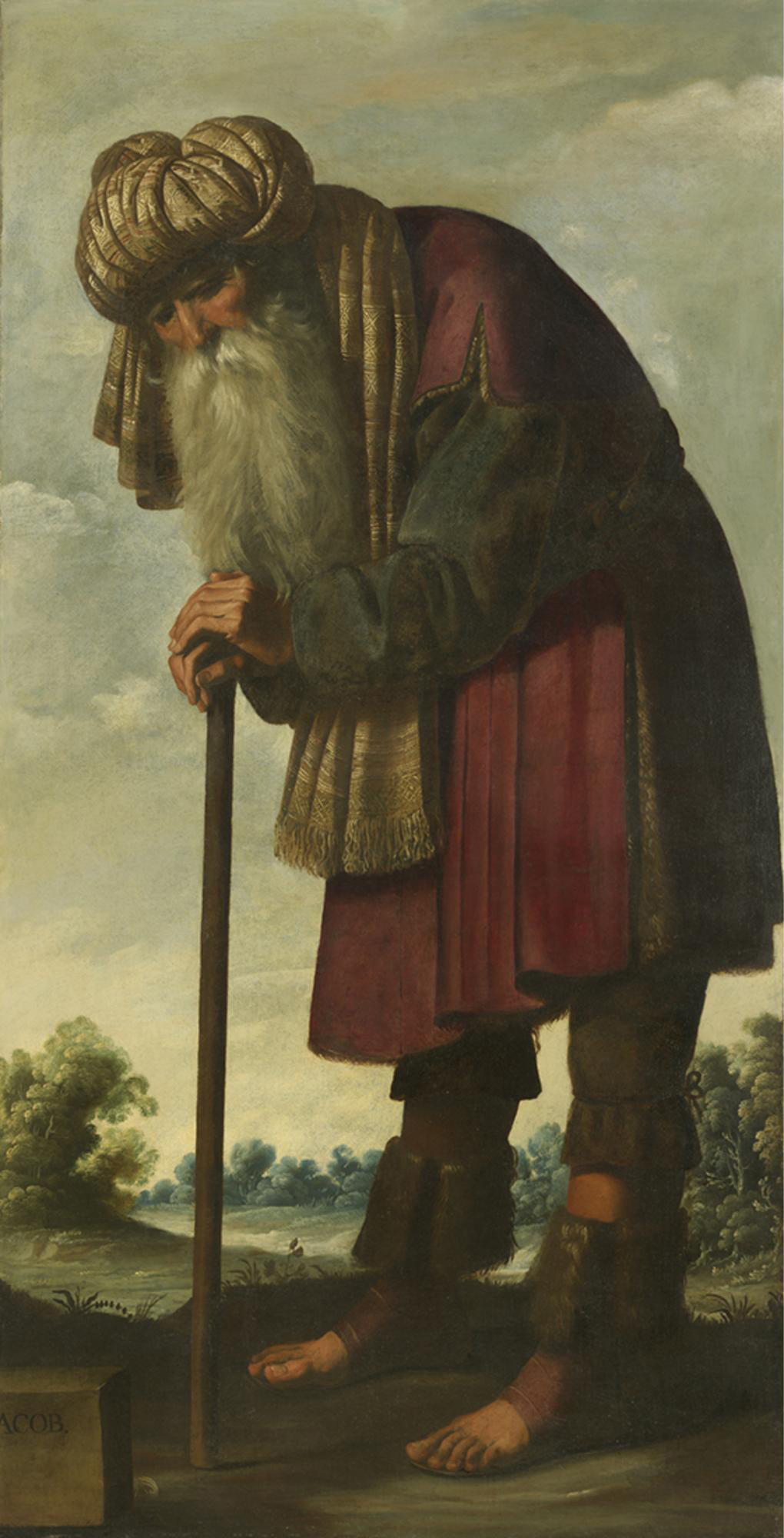
Иаков
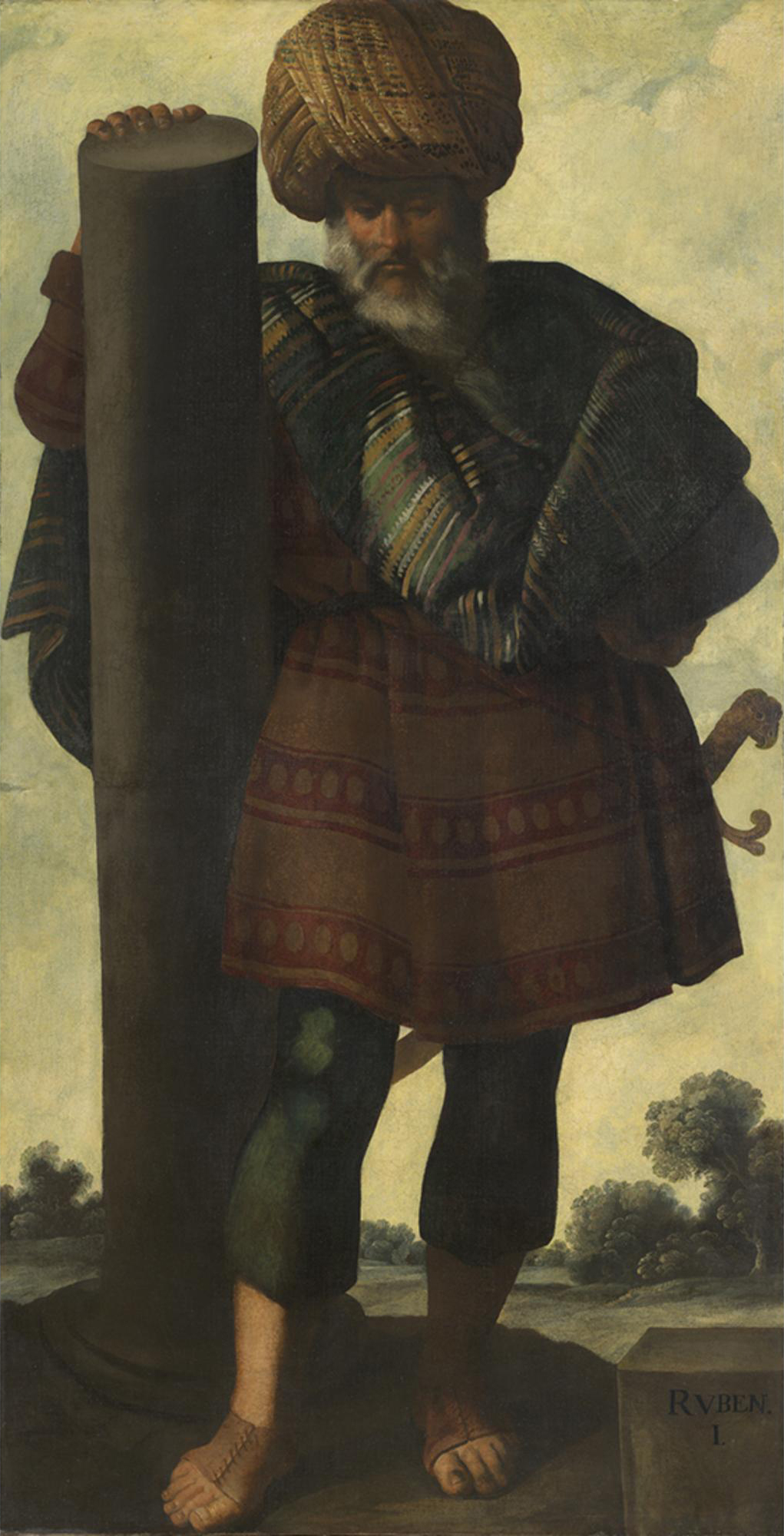
Рувим
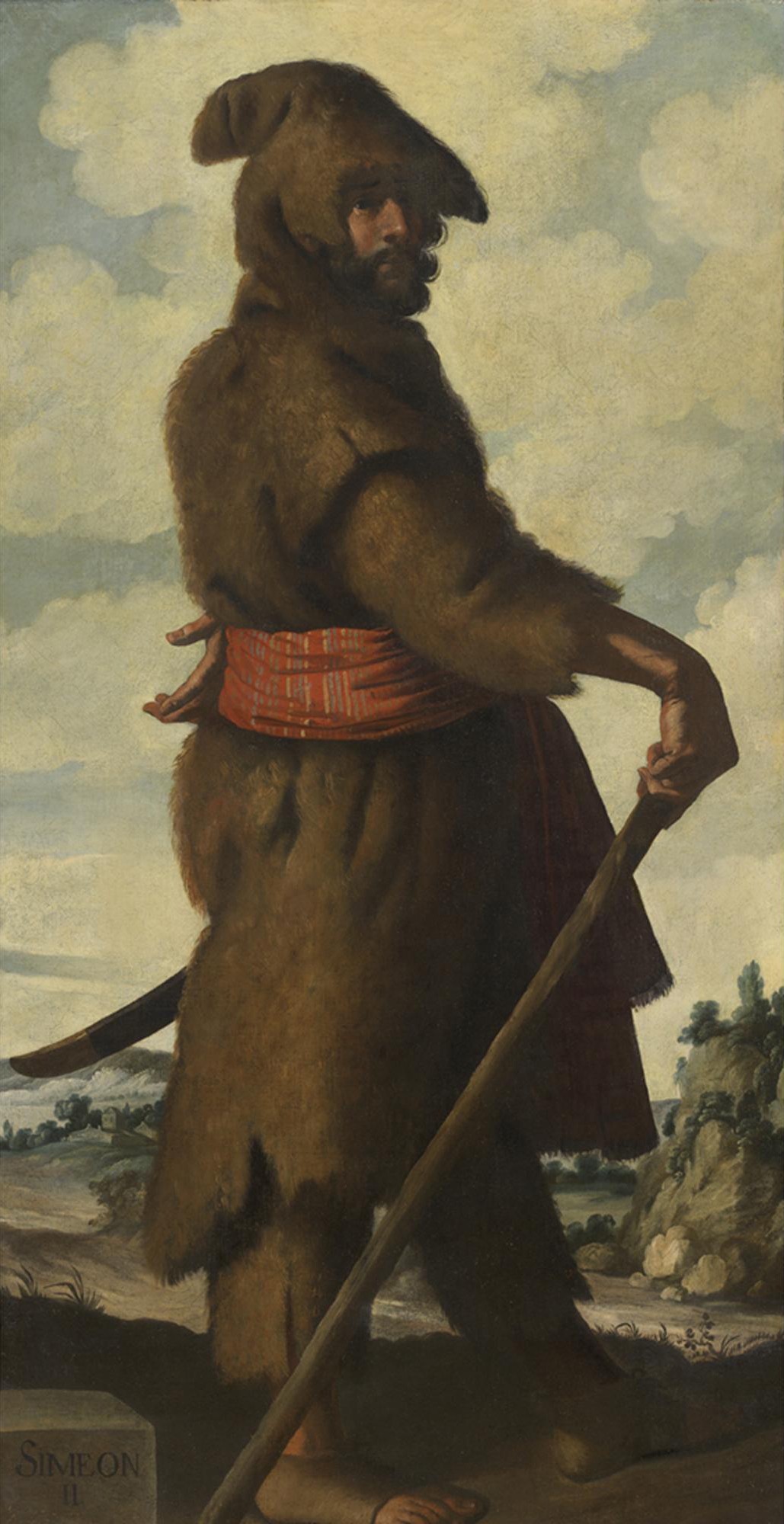
Симеон
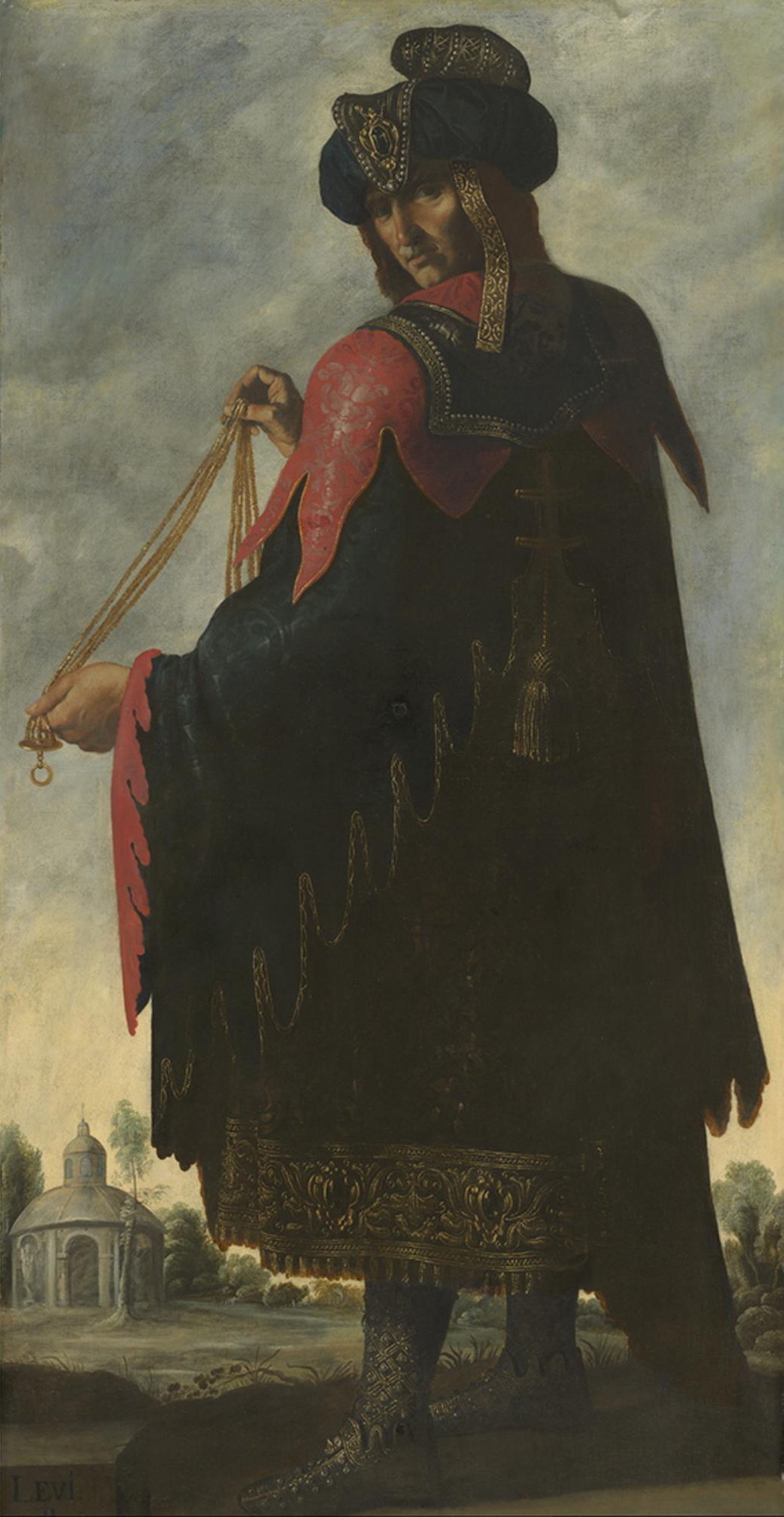
Левий
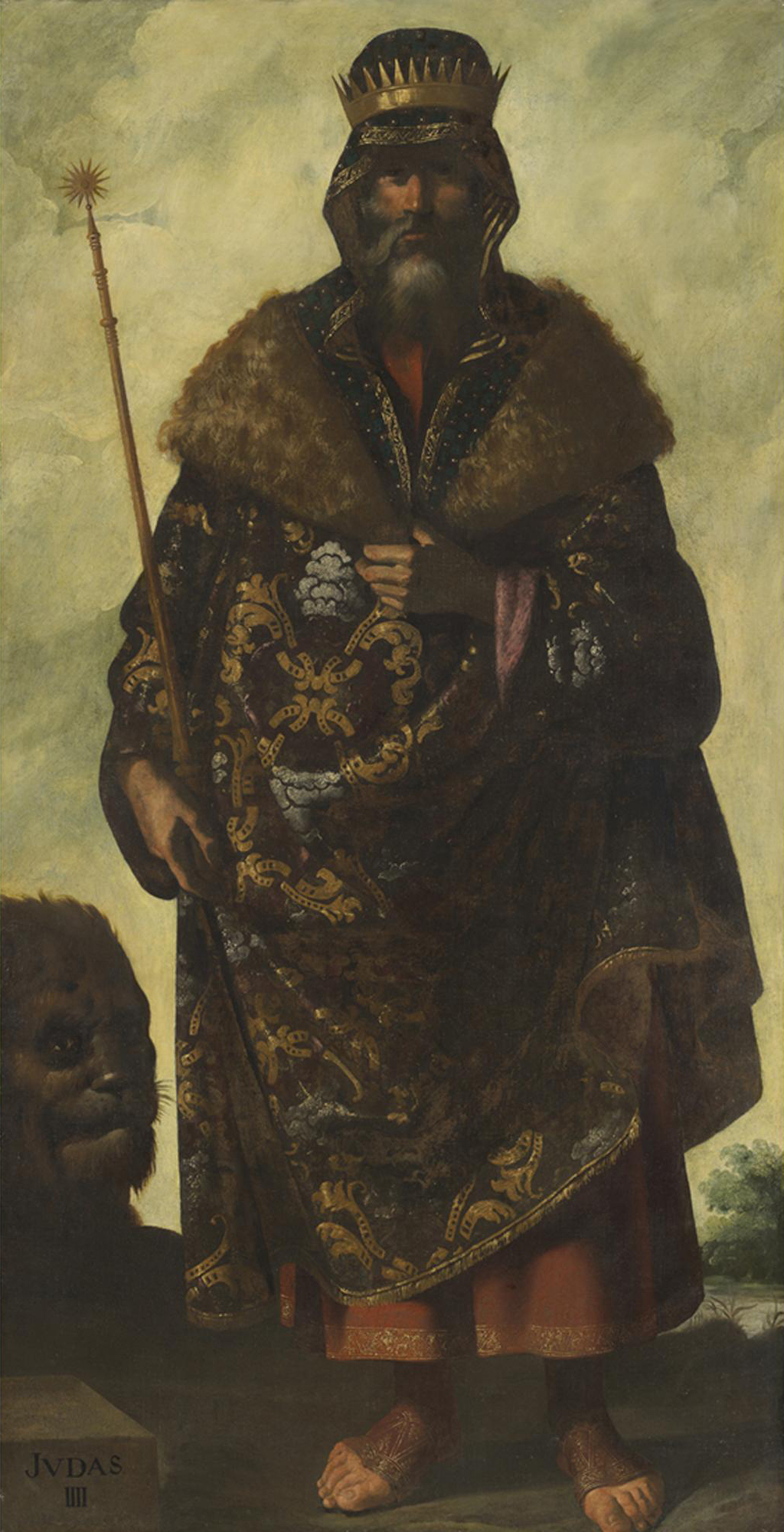
Иуда
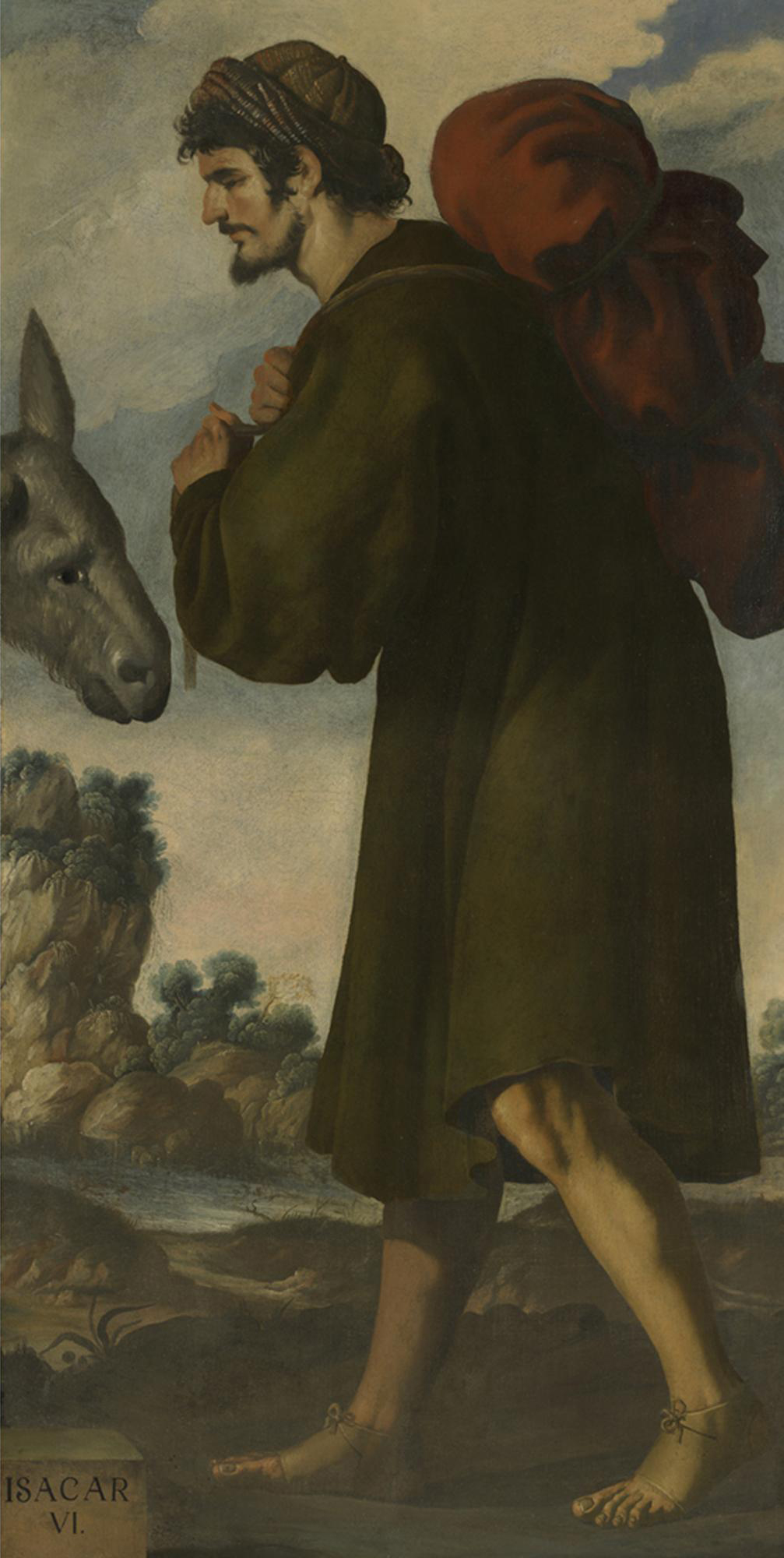
Иссахар
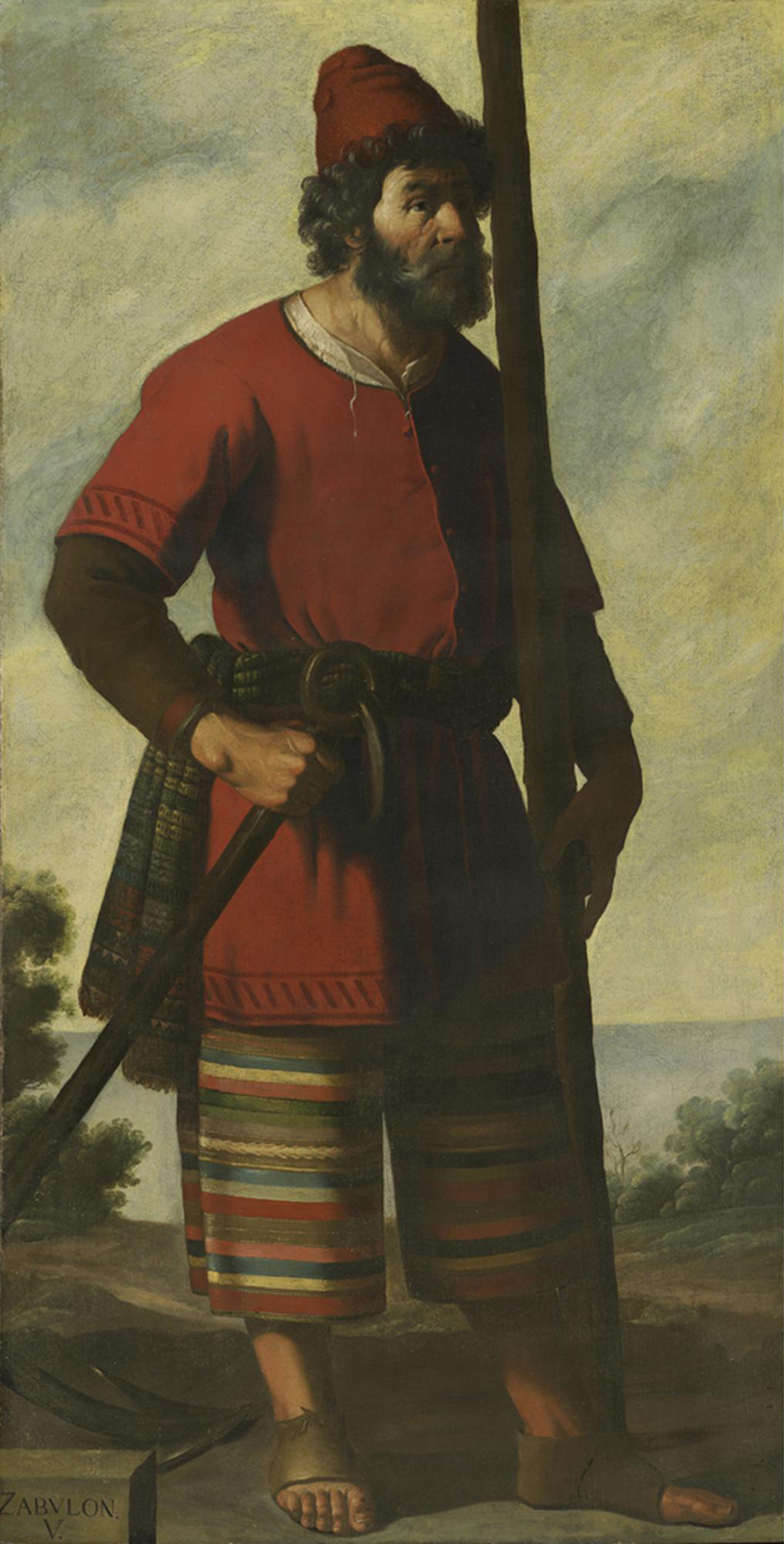
Завулон
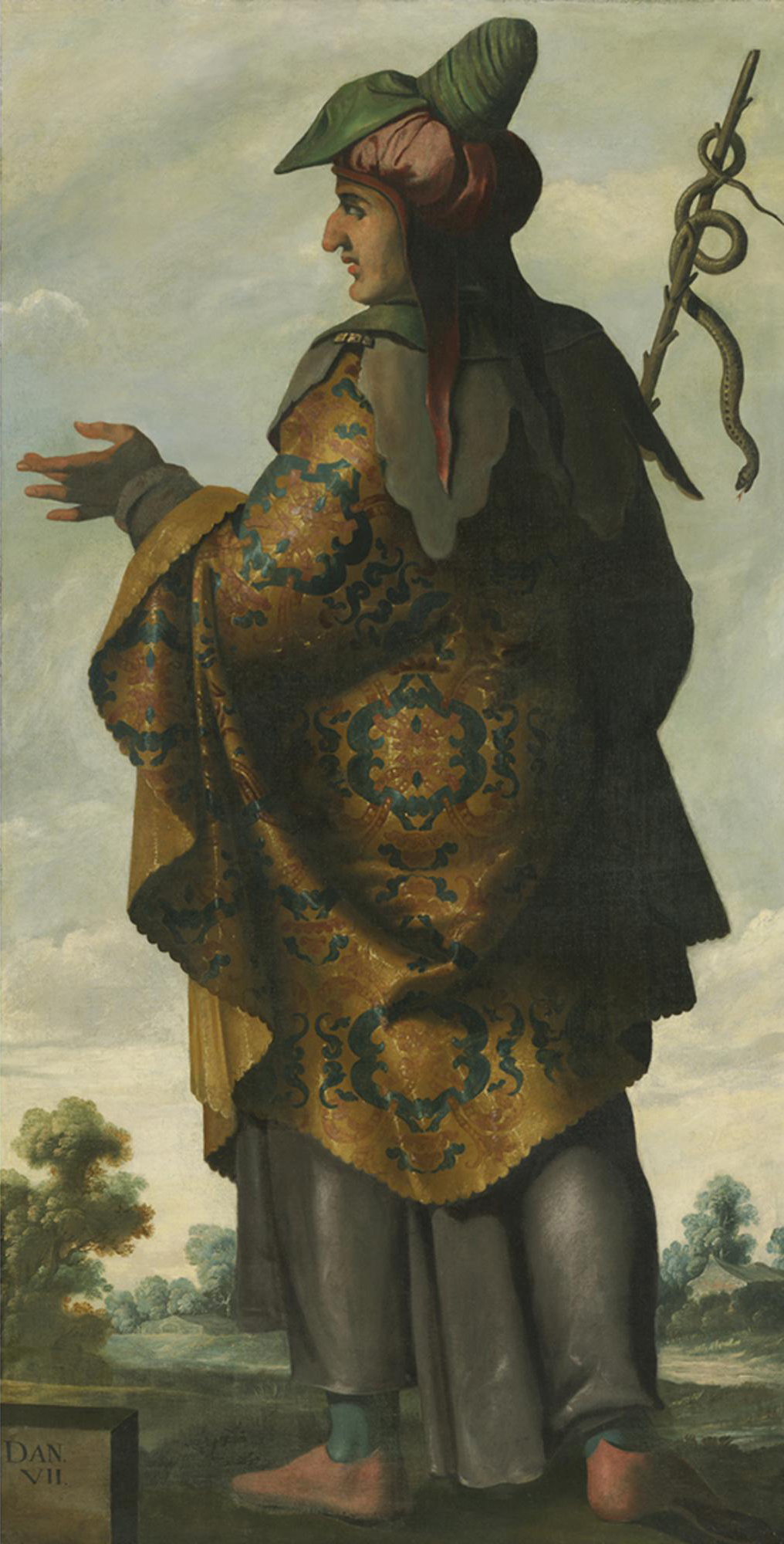
Дан
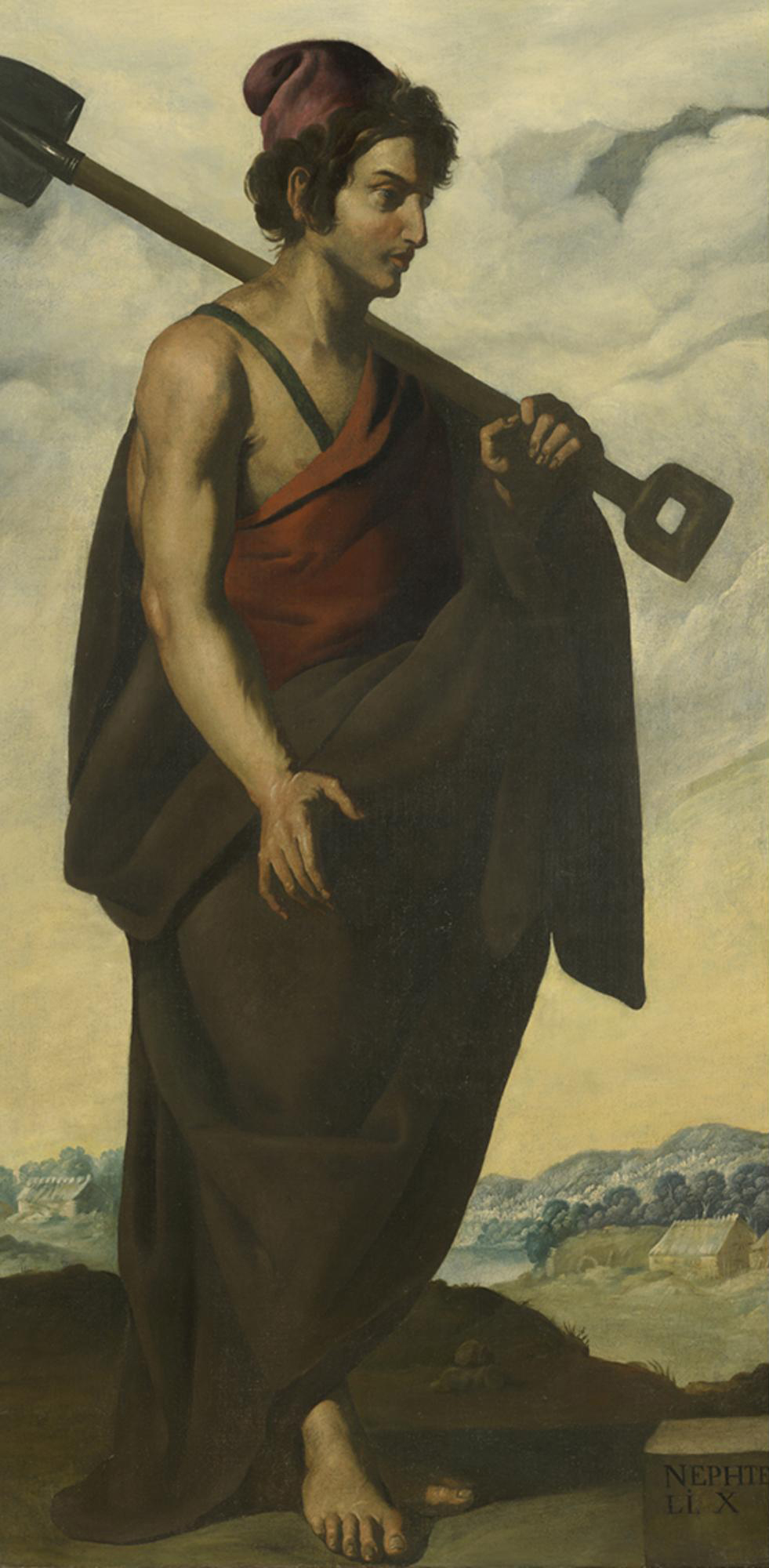
Неффалим
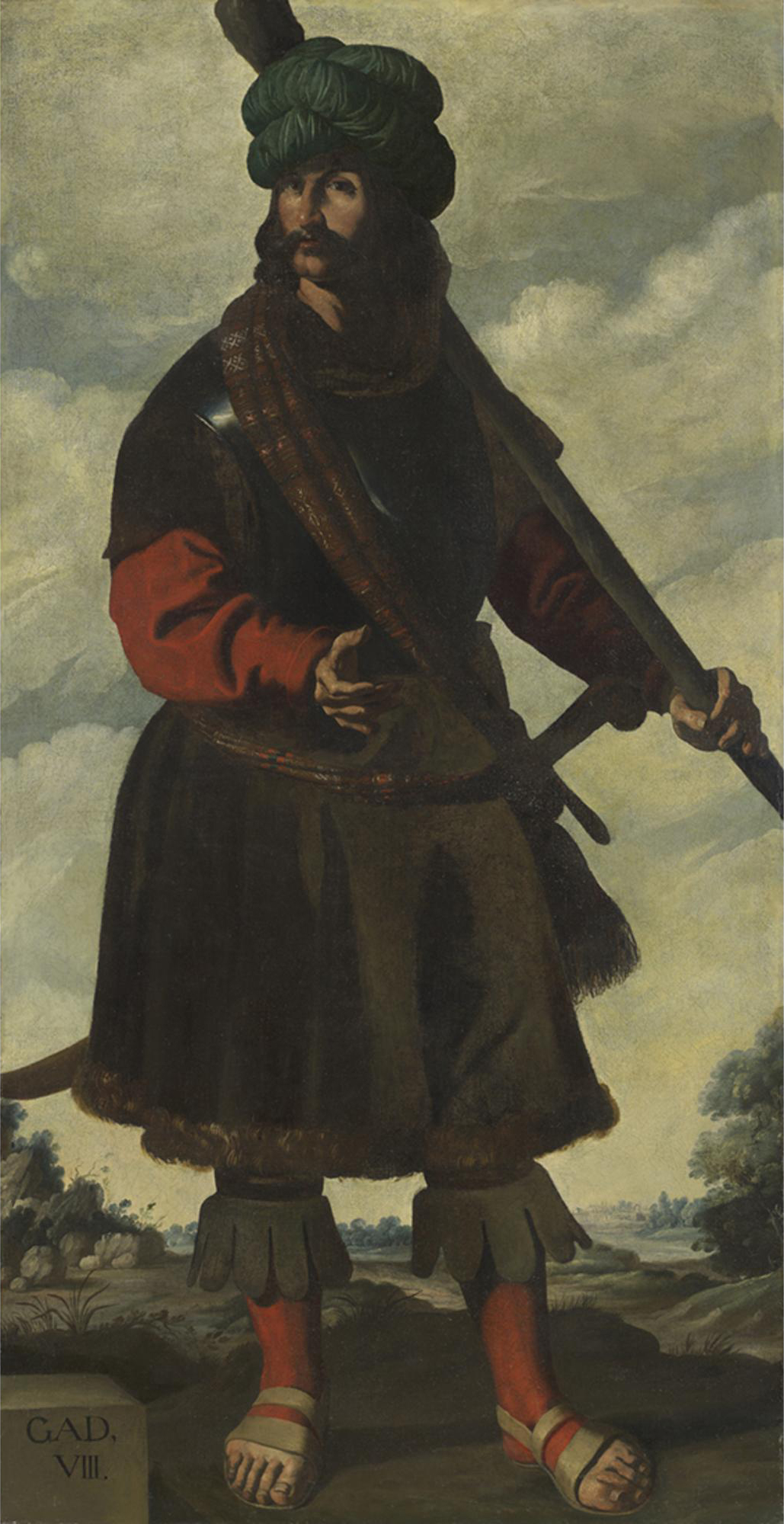
Гад
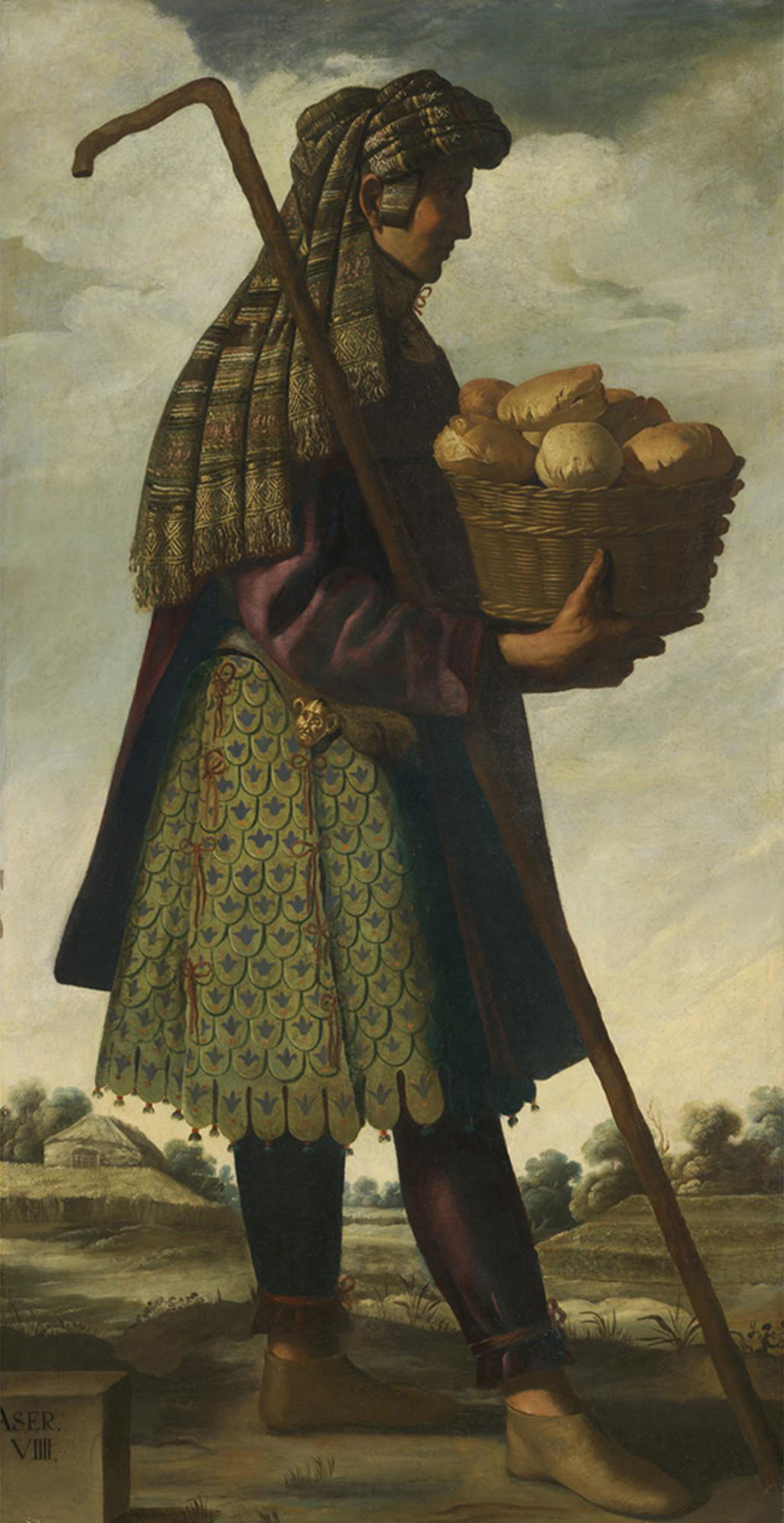
Асир
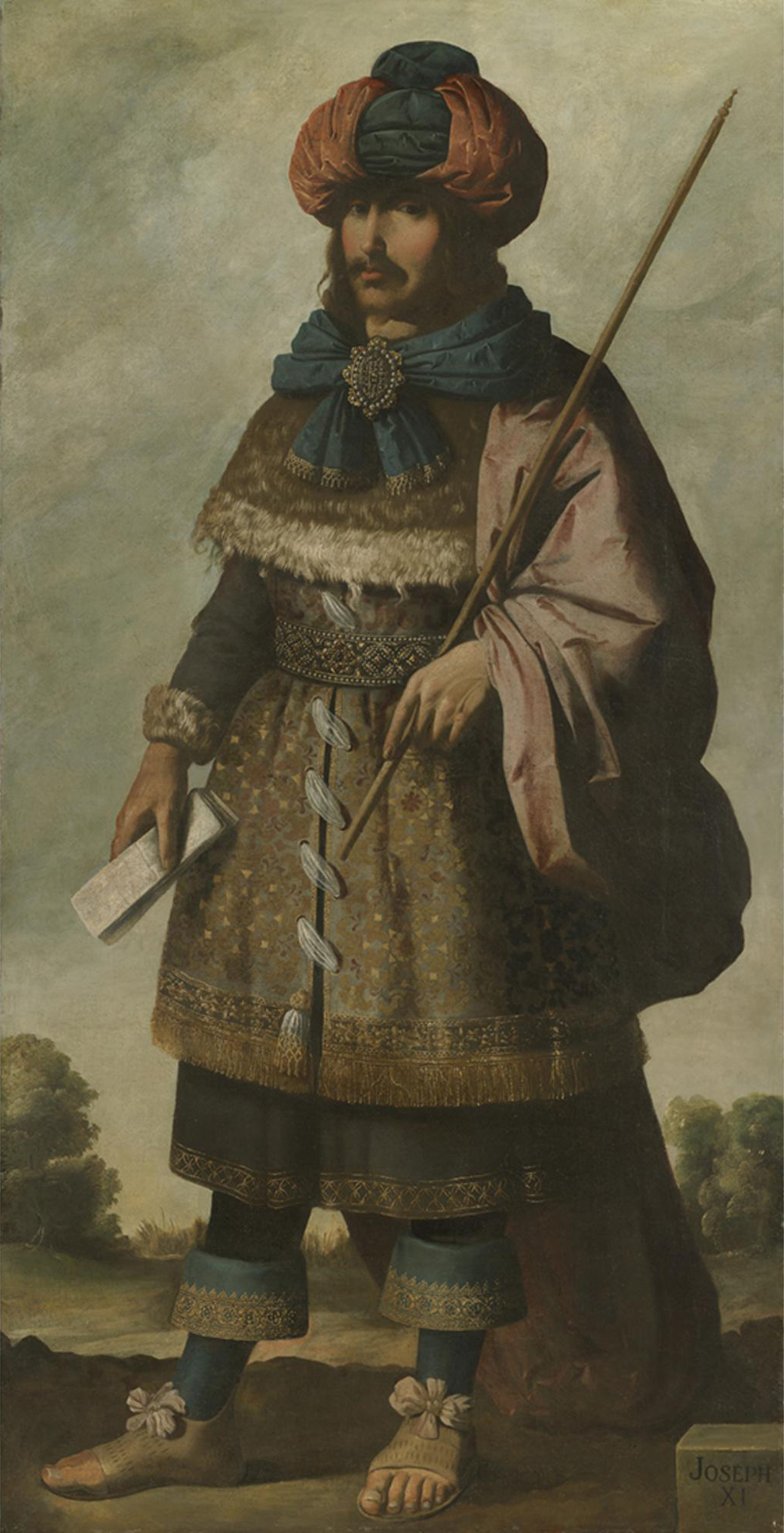
Иосиф
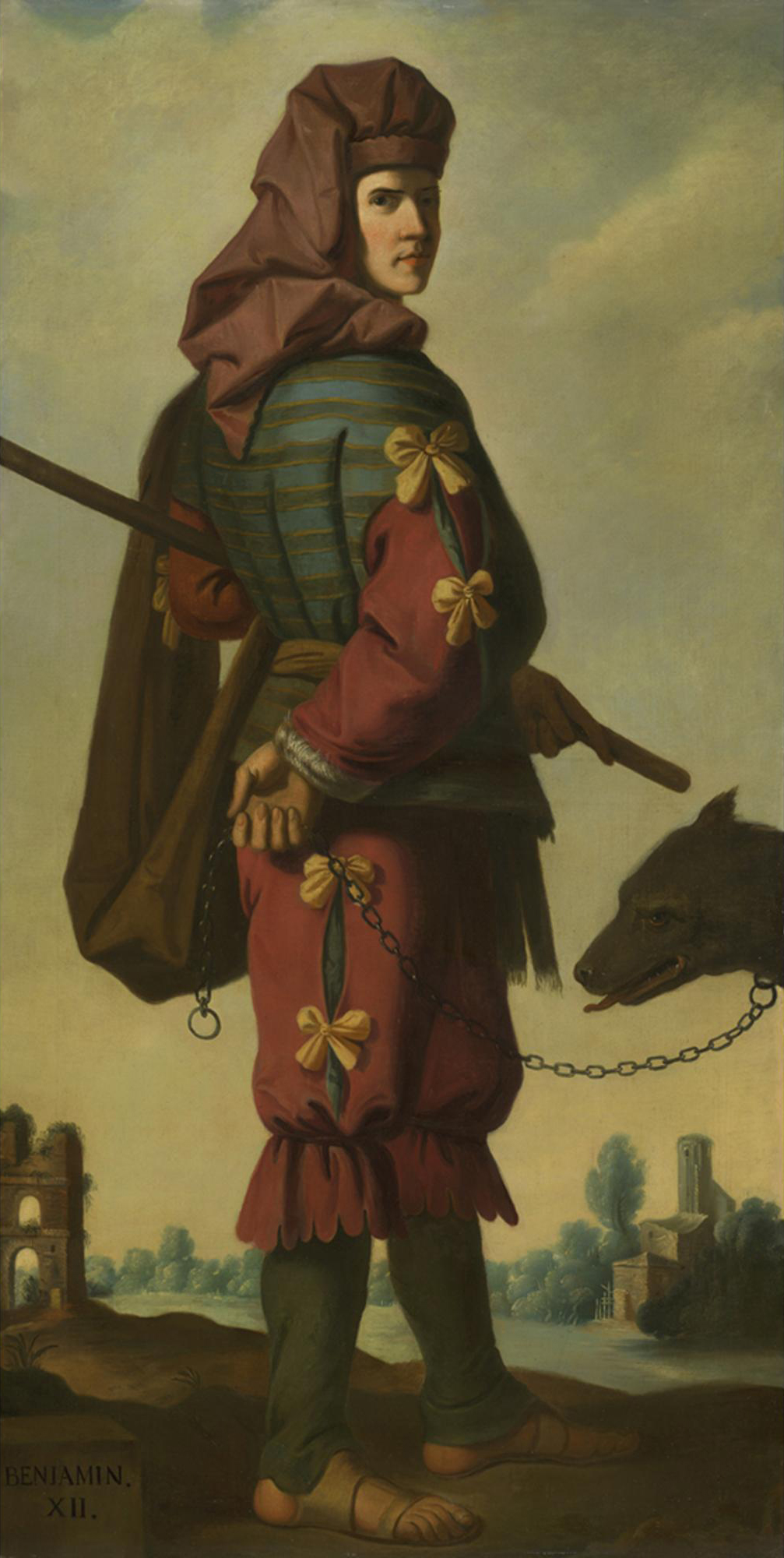
Вениамин